# روبن إيمز
روبن إيمز هو قسيس وسياسي بريطاني، ولد في 27 أبريل 1937 في بلفاست في المملكة المتحدة. انتخب عضو مجلس اللوردات ‏ وقد انضم خلال فترته النيابية (25 أغسطس 1995 – ) للكتلة البرلمانية المقاعد المعترضة ‏ وانتخب أسقف.